# Pompei (Schiff)
Die Pompei war ein belgischer Steinstürzer.

## Geschichte
Das Schiff wurde 1988 unter der Baunummer 2685 auf der Van Langerbrugge Scheepswerf in Gent gebaut.
Anfang 2015 ging das Schiff zum Abbruch nach Aabenraa.

### Piratenüberfall 2009
Am Morgen des 18. April 2009 wurde das Schiff, das sich auf dem Weg von Dubai nach Durban in Südafrika befand, etwa 185 km nördlich der Seychellen von somalischen Piraten überfallen und entführt. Zu dieser Zeit befanden sich zehn Personen an Bord, darunter der niederländische Kapitän, zwei Belgier, vier Kroaten und drei Philippinos. Schiff und Besatzung wurden am 28. Juni nach der Zahlung eines Lösegeldes wieder freigelassen. Die Höhe des Lösegeldes ist nicht bekannt, ursprünglich sollen von den Piraten aber acht Millionen US-Dollar verlangt worden sein.
Zwei an der Entführung des Schiffes beteiligte Piraten wurden gefasst und zu neun bzw. zehn Jahren Haft verurteilt. Ein Anführer der Piraten und einer seiner Komplizen wurden im Oktober 2013 mit einem erfundenen Filmprojekt, in dem das Leben des Piratenführers verfilmt werden sollte, nach Belgien gelockt und dort verhaftet. Der Piratenführer soll u. a. auch für die Entführungen des RoRo-Schiffes Faina im September 2008 und des Tankers Sirius Star im November 2008 verantwortlich sein.

## Technische Daten und Ausstattung
Das Schiff verfügte über einen dieselelektrischen Antrieb mit zwei Elektromotoren mit einer Leistung von jeweils 405 kW, die jeweils eine Aquamaster-Propellergondel antrieben. Das Schiff erreichte damit eine Geschwindigkeit von 9 kn. Für die Stromversorgung standen zwei Caterpillar-Dieselmotoren zur Verfügung, die zwei Dieselgeneratoren mit einer Gesamtleistung von 818 kW (Scheinleistung 1022 kVA) antrieben. Weiterhin waren ein Caterpillar/Indar-Dieselgenerator mit einer Leistung von 275 kW (Scheinleistung 344 kVA) sowie Notgeneratoren verbaut.
Das mit einer Querstrahlsteueranlage mit einer Leistung von 700 kW ausgestattete Schiff verfügte über ein System zur dynamischen Positionierung, mit dem es die gewünschte Position auf 20 cm genau halten konnte. Weiterhin verfügte das Schiff über ein Ankersystem mit sechs Ankern, von denen sich vier auf der Steuerbord- und zwei auf der Backbordseite befanden.
Das Deckshaus befand sich im vorderen Bereich des Schiffes. An Bord war Platz für 19 Personen.
Das Schiff hatte eine offene Decksfläche von rund 300 m², die in vier 13,20 × 5,70 Meter große Bereiche unterteilt war. Jeder dieser Bereiche verfügte über einen hydraulischen Steinschieber. Die gesamte Steinladung konnte in rund elf Minuten seitlich vom Deck heruntergeschoben werden. Das offene Deck konnte auch für andere Ladungen als Steine und zum Transport von Maschinen und anderen Arbeitsgeräten genutzt werden. Im Achterschiffsbereich konnten verschiedene Krane installiert werden. Das Schiff konnte hier auch mit einem Fallrohr ausgerüstet werden, so dass Steine nicht seitlich mit den Steinschiebern, sondern mit Hilfe eines Baggers und eines Trichters über das Fallrohr auf den Meeresgrund versenkt werden konnten. Das Fallrohr hatte einen Durchmesser von einem Meter und konnte in Wassertiefen von bis zu 30 Metern eingesetzt werden.